# Zubří, Žďár nad Sázavou
Zubří là một làng thuộc huyện Žďár nad Sázavou, vùng Vysočina, Cộng hòa Séc.